# New-York Historical Society

Logo New-York Historical Society

New-York Historical Society (Nowojorskie Towarzystwo Historyczne) – jedna z czołowych instytucji kulturalnych w Stanach Zjednoczonych, obejmująca bibliotekę i muzeum sztuki w Nowym Jorku. Muzeum (The New-York Historical Society Museum) zostało założone w 1804 roku i jest najstarsze w Nowym Jorku, a biblioteka (Patricia D. Klingenstein Library) – jedną z najstarszych i najważniejszych w Stanach Zjednoczonych.
Budynek Towarzystwa ma status Landmark Site (punktu orientacyjnego) na Manhattanie, nadany mu 19 lipca 1966 roku przez New York City Landmarks Preservation Commission.

## Przesłanie
Nowojorskie Towarzystwo Historyczne stawia sobie za zadanie badanie politycznej, kulturalnej i społecznej historii Nowego Jorku, państwa i narodu amerykańskiego, a także pełnienie roli krajowego forum dyskusji historycznych.

Naszym celem jest uczynienie historii istotnym zagadnieniem. Przeobrażamy ludzi, którzy przychodzą do nas, czy to dzieci w wieku szkolnym czy badaczy, dostarczając im świeżych, głębokich, znaczących kontaktów z przeszłością. Pomagamy naszym odwiedzającym zrozumieć sens zmian zachodzących w ich czasie objaśniając procesy zmian zachodzących we wcześniejszych epokach. Takie świadczenie usług umożliwiają nam nasze zbiory.

## Budynek
Budynek, w którym mieści się siedziba New-York Historical Society, został zaprojektowany w stylu klasycystyczno-eklektycznym przez firmę architektoniczną York and Sawyer i zbudowany z szarego granitu w latach 1903–1908; jego skrzydła dobudowano w latach 1937–1938 według projektu firmy Walker and Gilette; obie części zostały umiejętnie połączone i tworzą integralną całość. Fasadę budynku tworzą dwa bardzo masywne pawilony boczne, ograniczające znajdującą się pomiędzy nimi kolumnadową sekcję centralną budynku, lekko cofniętą do tyłu, która choć opracowana z dużą dyscypliną, pokryta została dostojną dekoracją. Między parterem a pierwszym piętrem widoczny jest wydatny gzyms, biegnący wokół budynku. Sekcje centralną stanowi osiem kolumn w porządku jońskim, częściowo wtopionych w fasadę, wspierających bogato zdobiony gzyms górny. Pomiędzy kolumnami znajdują się duże, kratowane okna. Wydatny, wychodzący na Central Park portal główny stanowi okazałe wejście do budynku.

### Status Landmark Site
14 czerwca 1966 roku New York City Landmarks Preservation Commission odbyła publiczną rozprawę w sprawie wniosku New-York Historical Society o nadanie zajmowanemu przez nie budynkowi statusu Landmark Site (punktu orientacyjnego). Jeden świadek był za wnioskiem, nikt nie zgłosił sprzeciwu. Wobec tego Komisja biorąc pod uwagę historię budynku, jego walory architektoniczne i inne cechy a także charakter Towarzystwa przychyliła się do jego wniosku i 19 lipca 1966 roku nadała jego siedzibie status Landmark Site.

## Zbiory
Zbiory sztuki znajdujące się w muzeum liczą ponad 1,6 miliona eksponatów. Wśród nich znajduje się światowej klasy kolekcja obrazów Hudson River School, w tym najważniejsze dzieła Thomasa Cole’a i Frederica Edwina Churcha, obszerna kolekcja amerykańskiego malarstwa portretowego, w tym obrazy Rembrandta Peale’a i Gilberta Charlesa Stuarta, wszystkie zachowane akwarele przygotowawcze (w liczbie 435) Johna Jamesa Audubona do książki The Birds of America, reprezentatywna, licząca ponad 800 prac kolekcja rzeźby amerykańskiej, dokumentująca jej rozwój począwszy od okresu kolonialnego aż do dziś.

### Malarstwo

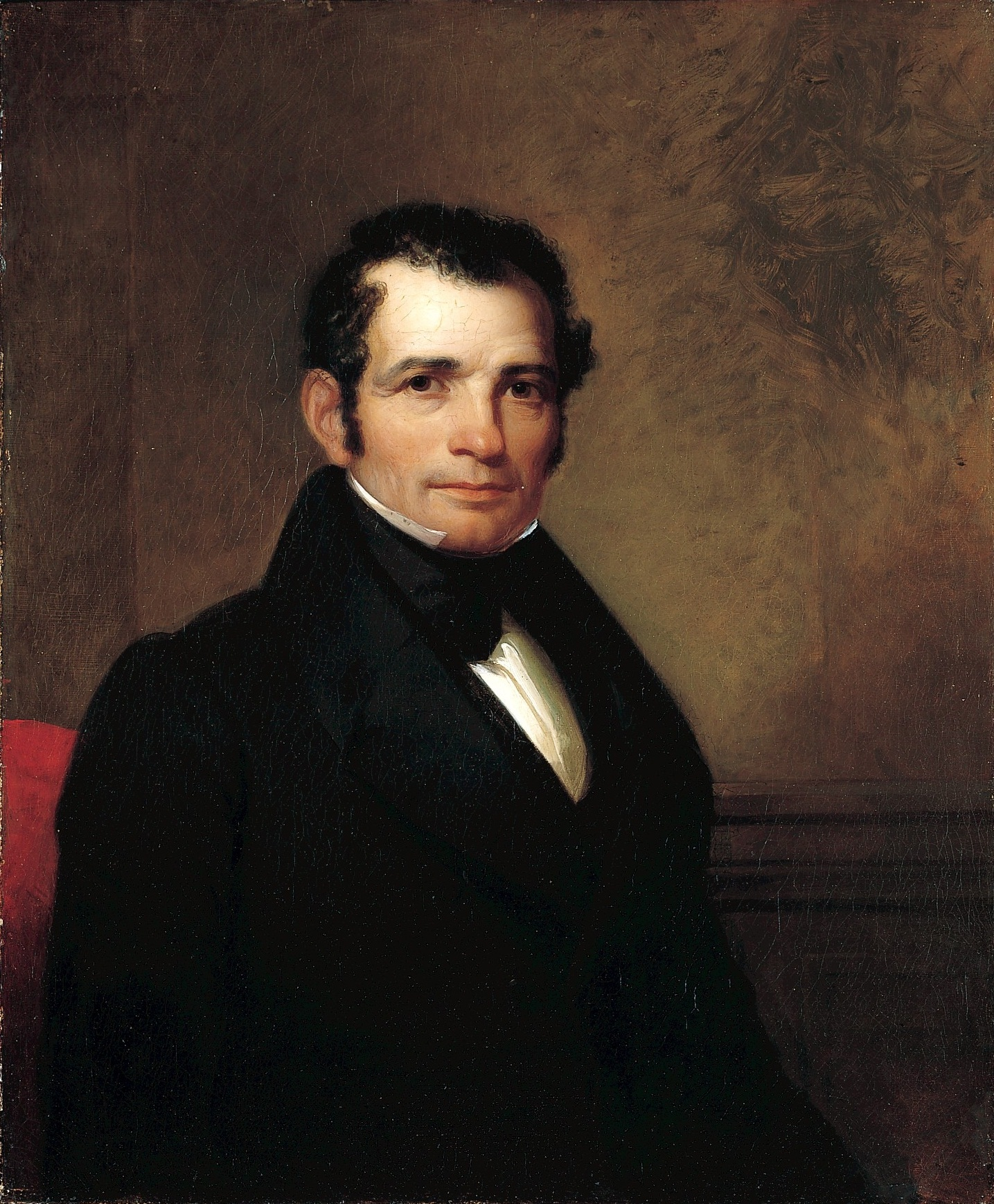
Asher Brown Durand, Luman Reed, 1835, New-York Historical Society

New-York Historical Society posiada znaczący zbiór obrazów malarzy amerykańskich, liczący ponad 2 500 dzieł. Składają się na niego głównie portrety, malarstwo rodzajowe i pejzaże, poczynając od okresu kolonialnego na XX wieku kończąc. Jest w zbiorach także pewna ilość obrazów malarzy europejskich. W skład kolekcji weszły prywatne zbiory nowojorskich kolekcjonerów, jak: Luman Reed, Robert L. Stuart i Thomas Jefferson Bryan.
New-York Historical Society posiada jedną z najstarszych i najbardziej wszechstronnych w Stanach Zjednoczonych kolekcji malarstwa pejzażowego artystów spod znaku Hudson River School, pierwszej prawdziwie amerykańskiej szkoły artystycznej, która zyskała światowe uznanie i sławę. Artyści, poeci i pisarze skupieni w Szkole eksplorowali po raz pierwszy świadomie amerykański krajobraz znad rzeki Hudson traktując go jako źródło odnowy duchowej i jako wyraz tożsamości narodowej.
W skład tego działu kolekcji wchodzi kultowy cykl pięciu obrazów Dzieje imperium pędzla Thomasa Cole’a. Cykl ten, namalowany w latach 1833–1836 na zamówienie Lumana Reeda stanowi opowieść o dziejach cywilizacji i sile natury, zdolnej przezwyciężyć destrukcyjne działania człowieka. Cykl został wystawiony w okresie od października do grudnia 1836 roku w National Academy of Design. W 1844 roku kolekcja Lumana Reeda, znana jako Reed's Gallery stała się częścią kolekcji New-York Gallery of Fine Arts, która była pierwszą kolekcją stałą w Nowym Jorku. Gdy Galeria została w 1858 roku zamknięta z powodu trudności finansowych, cała jej kolekcja, w tym cykl Cole’a, została przekazana w darze New-York Historical Society. Cykl jest zawieszony na ścianie przeciwległej do wejścia na piętro galerii, w układzie, w którym został pierwotnie zaprojektowany. Takie wyeksponowanie cyklu sprawia, iż tworzy on oprawę wejścia na wystawę.
Pozostali malarze szkoły znad rzeki Hudson, obecni w zbiorach Nowojorskiego Towarzystwa Historycznego, to: Asher Brown Durand (ponad 400 eksponatów, w tym prace na papierze), Frederic Edwin Church, Jasper Francis Cropsey, Sanford Robinson Gifford, John Frederick Kensett i Albert Bierstadt. Dorobek tych artystów to także szkicowniki, rysunki, pamiętniki i korespondencja, które znajdują się w zbiorach Henry Luce III Center for the Study of American Culture oraz w bibliotece Patricia D. Klingenstein Library.

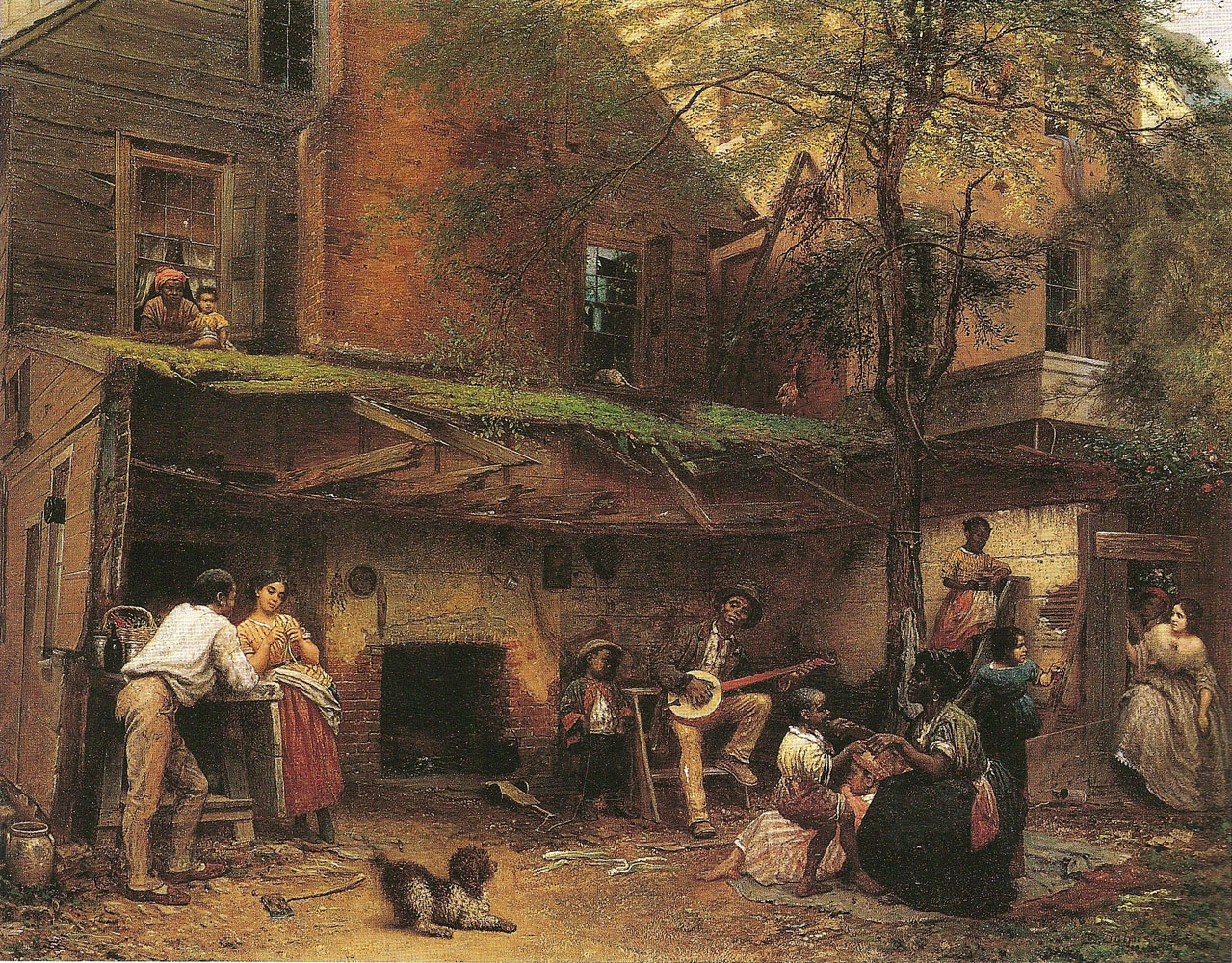
Eastman Johnson, Życie Murzynów na Południu, 1859

Malarstwo rodzajowe reprezentują prace takich artystów jak: Francis William Edmonds, William Henry Burr, William Sidney Mount oraz Eastman Johnson.
Na kolekcję portretów, która jest jedną z najbardziej znanych tego typu kolekcji w Stanach Zjednoczonych, składają się podobizny osobistości politycznych z epoki kolonialnej i początków republiki amerykańskiej, bohaterów wojskowych amerykańskiej rewolucji i wojny z roku 1812, kupców i wybitnych obywateli, z których wielu było również założycielami lub członkami zarządu New-York Historical Society. Galeria portretów tworzy społeczna, ekonomiczną, literacką, artystyczną i kościelną historię narodu amerykańskiego. Jej dopełnieniem jest ponad 800 miniatur portretowych, w tym rzadkie miniatury byłego niewolnika Pierre’a Toussainta i rodziny oraz zbiór około 300 misternych, akwarelowych miniatur na kości słoniowej, przedstawiających podobizny wielu nowojorskich kobiet, traktowanych jako uosobienie kobiecego piękna. Zbiór ten, zatytułowany „Beauties of the Gilded Age”, powstał w latach 1889–1903 na zamówienie znanego bywalca salonów, kolekcjonera Petera Marié. Wśród tych miniaturowych portretów znalazły się podobizny wielu wybitnych kobiet z epoki, w tym: Edith Minturn, Edith Hope Goddard i Emeline Winthrop.

### Rysunek
Kolekcja rysunków w muzealnych zbiorach liczy ponad 8 000 arkuszy. Gromadzona od 1816 roku jest najstarszym, publicznym zbiorem rysunków w Stanach Zjednoczonych, a także jednym z najlepszych.

#### Rysunki szkice i akwarele

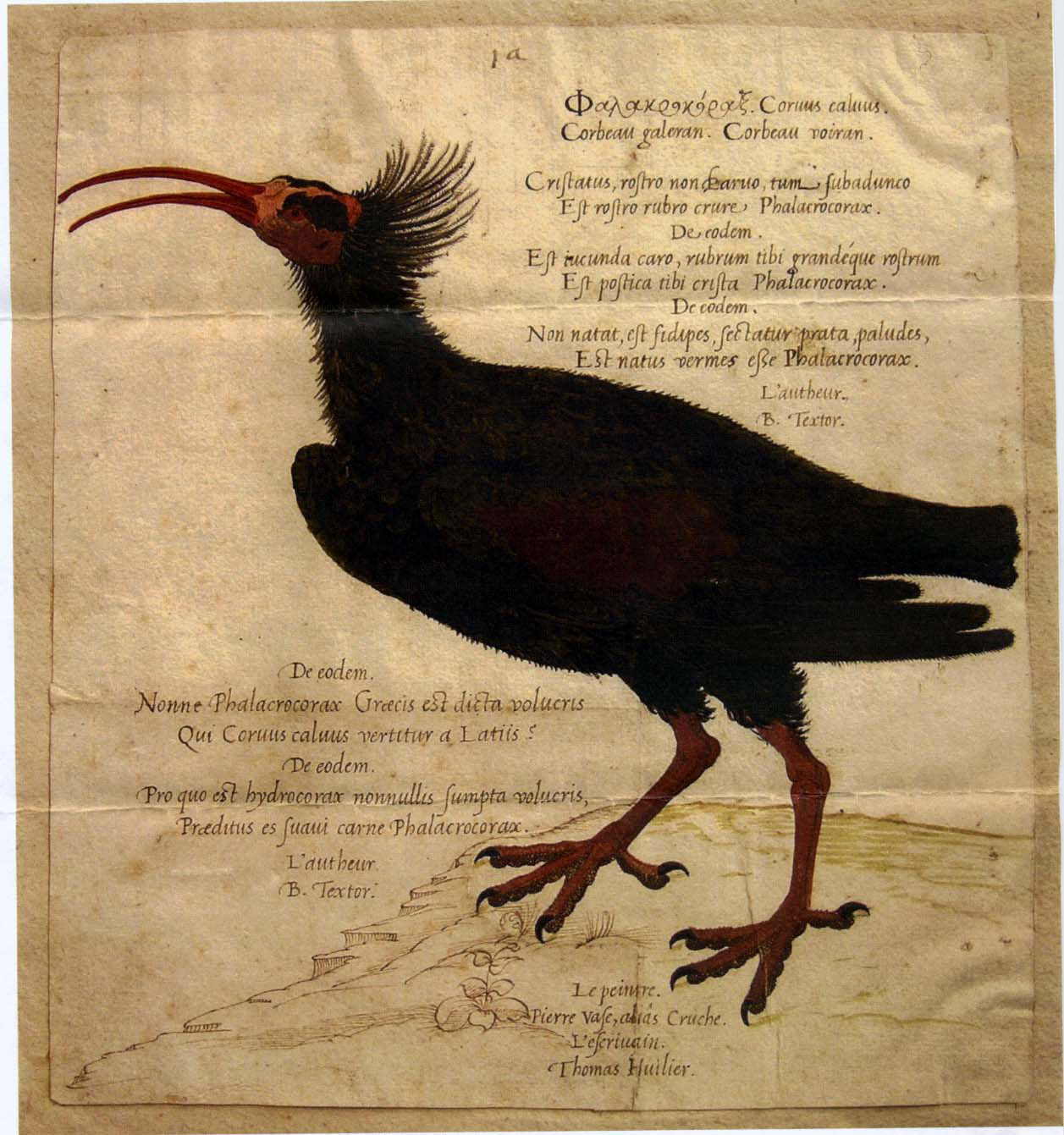
Pierre Eskrich, Ibis z czerwoną głową (gwasz)

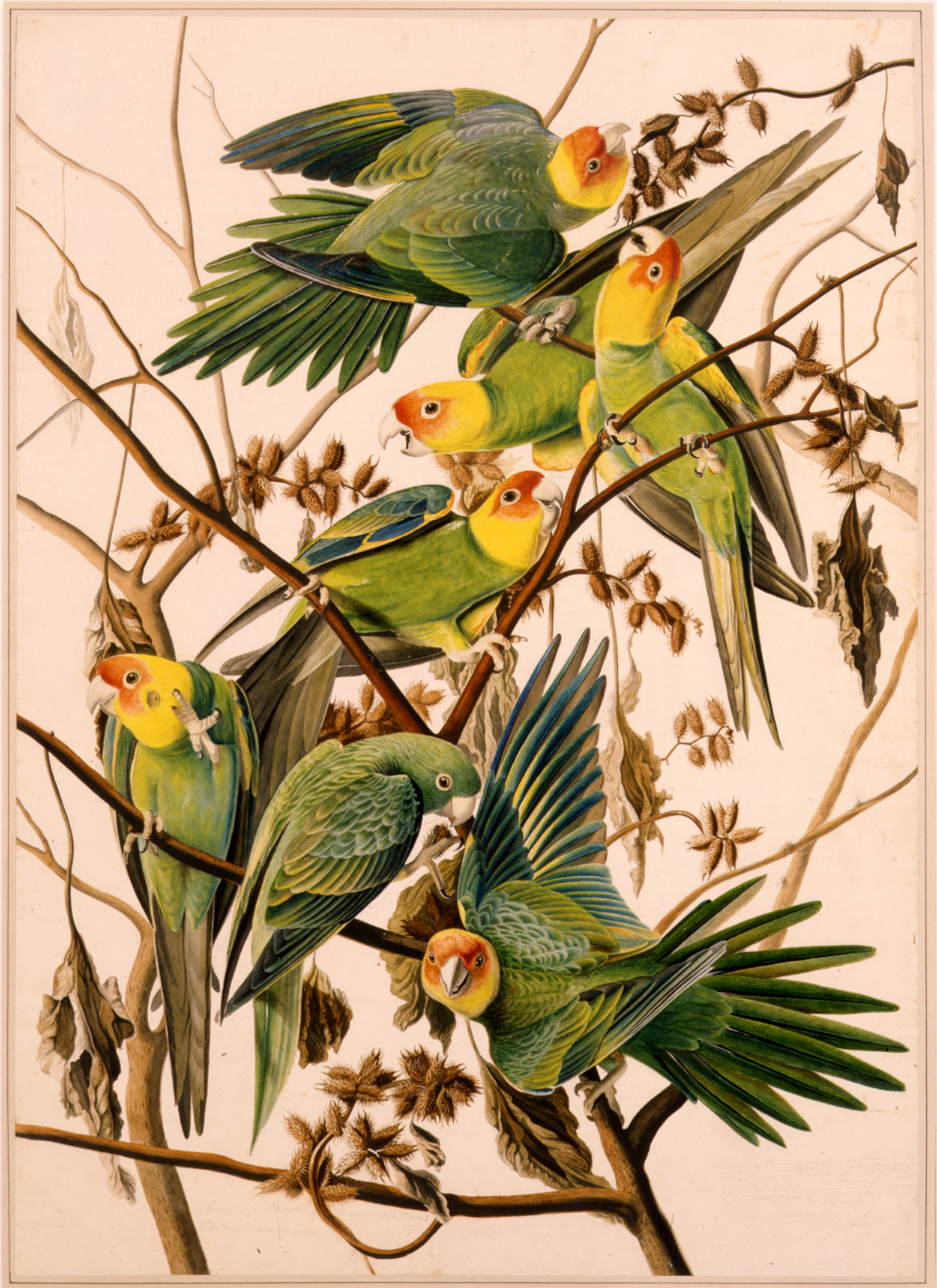
John James Audubon, Papugi karolińskie (Conuropsis carolinensis), 1825, (akwarela, grafit, pastel, gwasz i czarny atrament, wydrapane i częściowo nabłyszczane na papierze nałożonym na karton)

W tym dziale muzealnej kolekcji wyróżniają się:
- około 640 rysunków Jamesa Carrolla Beckwitha, w tym dziesięć najstarszych znanych portretów Johna Singera Sargenta, sześć arkuszy samego Sargenta i akwarele Tiffany’ego[8];
- 130 szkiców dokumentujących wojnę secesyjną[8].
- zbiór 217 XVI-wiecznych akwarel ptaków europejskich autorstwa Pierre’a Eskricha i kolegów, zebranych przez ich donatora, poprzedzających publikacje pierwszych drukowanych traktatów ornitologicznych[8];
- wśród najważniejszych spośród prac akwarelistów amerykańskich jest zbiór 500 akwarel Johna Jamesa Audubona, w tym wszystkie 435 akwarel przygotowawczych do książki The Birds of America. Jest to główna pozycja wśród zbiorów prac Audobona a zarazem największe repozytorium jego prac na świecie[8];
- 221 „szkicowych” rysunków George’a Catlina, mających za temat kulturę rdzennych Amerykanów[8];
- bogaty zbiór rysunków artystów Hudson River School, takich jak Thomas Cole, Jasper Francis Cropsey i John Frederick Kensett oraz wszystkie znane akwarele Williama Guya Walla wykonane dla przełomowego dzieła Hudson River Portfolio (1820–1825), noszącego tę samą nazwę, co pierwsza rodzima szkoła pejzażu, wyznaczającego trasę amerykańskiej Grand Tour po rzece Hudson. Należy tu również ponad 350 rysunków i szkicowników Ashera Browna Duranda[8];
- kolejną znaczącą pozycją są pejzaże, w tym widoki miast: najstarsze (z 1650 roku) widoki Nowego Amsterdamu, prace licznych rysowników dokumentujących topografię Nowego Świata, 194 dzieła Williama Rickarby Millera; 27 akwarel George’a Harveya, w tym 18 z jego cyklu Atmospheric Landscapes, 75 prac na papierze autorstwa Thomasa Hirama Hotchkissa, ponadto rzadkie szkicowniki; kilkanaście panoram, w tym 8-częściowy zbiór panoram Manhattanu z 1842 roku; 123 arkusze baronowej Anne Marguerite Hyde de Neuville, akwarele Nicolino Calyo, w tym jego duże gwasze mające za temat pożar Nowego Jorku z 1835 roku oraz Krzyki, w których przedstawił nowojorskich sprzedawców ulicznych oraz akwarele Davida Cusicka, jednego z pierwszych artystów indiańskich[8];
- zbiorów dopełniają prace Roberta Henriego, Raphaela Soyera, Oscara Bluemnera oraz prace artystów współczesnych, takich jak: Richard Haas, Frederick Brosen, Eve Ashheim i Béatrice Coron[8].
- kolejny, obszerny dział tworzą portrety, w tym portrety postaci historycznych, takich jak Thomas Jefferson, pastele Jamesa Sharplesa i Francisa Cotesa, podobizny Roberta Fultona, wykonane przez Johna Vanderlyna, portrety Indian autorstwa Saint-Mémina i Alberta Bierstadta, 88 akwarel Enita Kaufmana, oraz liczne autoportrety. Wśród ponad 359 portretów sylwetkowych 24 są autorstwa uznanego mistrza tego gatunku, Auguste’a Edouarta[8].

#### Ilustracje i inne
Około 4000 prac wykonanych przez ilustratorów przedstawia pejzaże i portrety lub ilustruje dzieła literackie i dziennikarskie, jak w przypadku F.O.C. Darleya, Charlesa Dany Gibsona, Williama Glackensa i Chesley Bonestella. Dzieła artystów spod znaku graffiti reprezentuje między innymi Tracy 168, znany ze swego „Wild Style”.

### Rzeźba

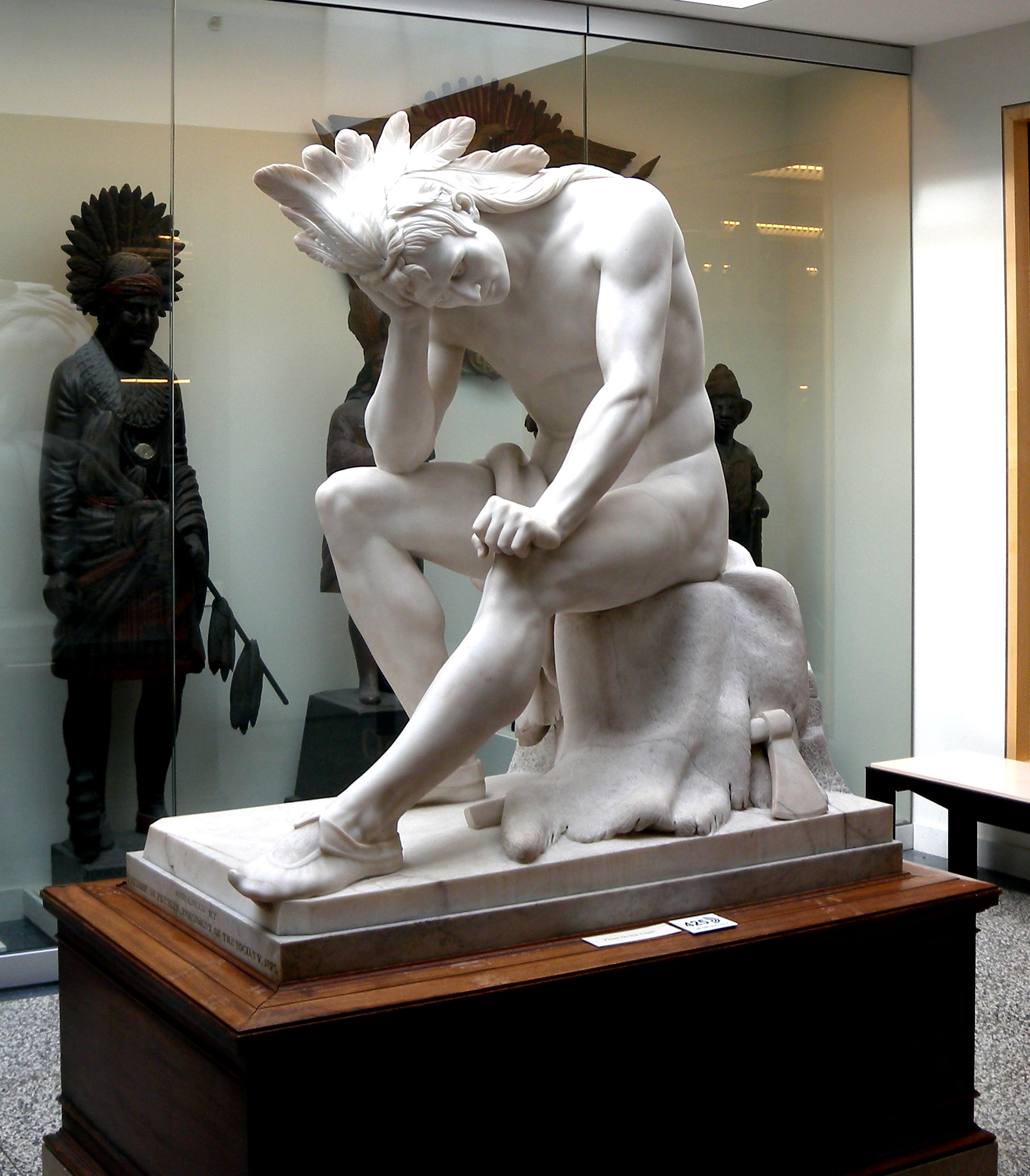
Thomas Crawford, Umierający wódz kontemplujący postęp cywilizacyjny

New-York Historical Society posiada reprezentacyjny zbiór ponad 800 prac dokumentujących historię rzeźby w Stanach Zjednoczonych od czasów kolonialnych do chwili obecnej. Do najważniejszych należą grupy popiersi portretowych autorstwa takich rzeźbiarzy, jak: Jean-Antoine Houdon, Giuseppe Ceracchi, Horatio Greenough, Hiram Powers, Thomas Crawford, Thomas Ball, Jo Davidson i Malvina Hoffman. Kolejna grupa eksponatów to rzeźby ludowe, z których większość zakupił kolekcjoner i rzeźbiarz modernistyczny Elie Nadelman oraz obszerny zbiór figuralnych scen rodzajowych Johna Rogersa. Ważniejsze pojedyncze rzeźby to: posąg Williama Pitta dłuta Josepha Wiltona, Umierający wódz kontemplujący postęp cywilizacyjny Thomasa Crawforda, Ruth Henry’ego Kirke’a Browna, Diana na polowaniu Anny Hyatt Huntington, naturalnej wielkości model figury Oceanu Atlantyckiego z Maine Memorial w Central Parku dłuta Attilia Piccirilliego, Cztery pory roku Elie Nadelmana (zestaw z nowojorskiego salonu Heleny Rubinstein), zmniejszona wersja Diany na wieży Augustusa Saint-Gaudensa, drewniana figura Harry’ego Howarda, dowódcy straży pożarnej, Indiański myśliwy John Quincy’ego Adamsa Warda i Abraham Lincoln Johna Gutzona de la Mothe Borgluma (ostatecznie włączony w skład Mount Rushmore).

### Rzemiosło dekoracyjne

#### Umeblowanie
W zbiorach The New-York Historical Society znajduje się ponad 500 eksponatów reprezentujących wyposażenie wnętrza, w tym meble do siedzenia, stoły, szafy i kredensy, kołyski, zegary i szkatułki. Pierwszym zakupem do tego działu kolekcji było krzesło z pokoju Marii Antoniny w Wersalu z 1779 roku. Najciekawsze pozycje to: inauguracyjny fotel George’a Washingtona i jego łóżko polowe z Valley Forge, dziesięć sztuk mebli używanych przez pierwszy Kongres Stanów Zjednoczonych w Federal Hall, damska toaletka należąca do rodziny Livingston i biurko, na którym Clement Clarke Moore napisał Noc wigilijną.

#### Srebro i wyroby jubilerskie
Kolekcja wyrobów ze srebra, licząca około 3 000 pozycji, należy do najlepszych w Stanach Zjednoczonych. Wiele z tych przedmiotów to rodzinne pamiątki przekazane jako darowizna przez potomków pierwotnych właścicieli. Najważniejsze z nich to między innymi okazała taca, wykonana w 1772 roku jako prezent dla brytyjskiego inżyniera Thomasa Sowersa przez pochodzącego ze Szwajcarii jubilera Lewisa Fuetera oraz 381-częściowy srebrny serwis obiadowy dla komodora Matthew Perry’ego, negocjującego otwarcie portów japońskich dla amerykańskich statków handlowych.

#### Ceramika i szkło
Zbiory ceramiki i wyrobów ze szkła odzwierciedlają ich użytkowanie w gospodarstwach domowych począwszy od XVIII wieku do współczesności. W kolekcji obecne są wyroby dawnych garncarzy z Manhattanu, jak Clarkson Crolius (ojciec) i Thomas Commeraw, a także znaczące zbiory angielskiego fajansu, produkowanego na rynek amerykański oraz chińska porcelana eksportowa. Ceramikę XX wieku reprezentują wyroby zaprojektowane przez Evę Zeisel. Kolekcja szkła obejmuje wyroby szklane wyprodukowane w Stanach Zjednoczonych w XIX wieku.

#### Lampy Tiffany’ego
Kolekcja lamp Tiffany’ego (132 egzemplarze, w tym rzadkie wzory) w New-York Historical Society należy do największych na świecie.

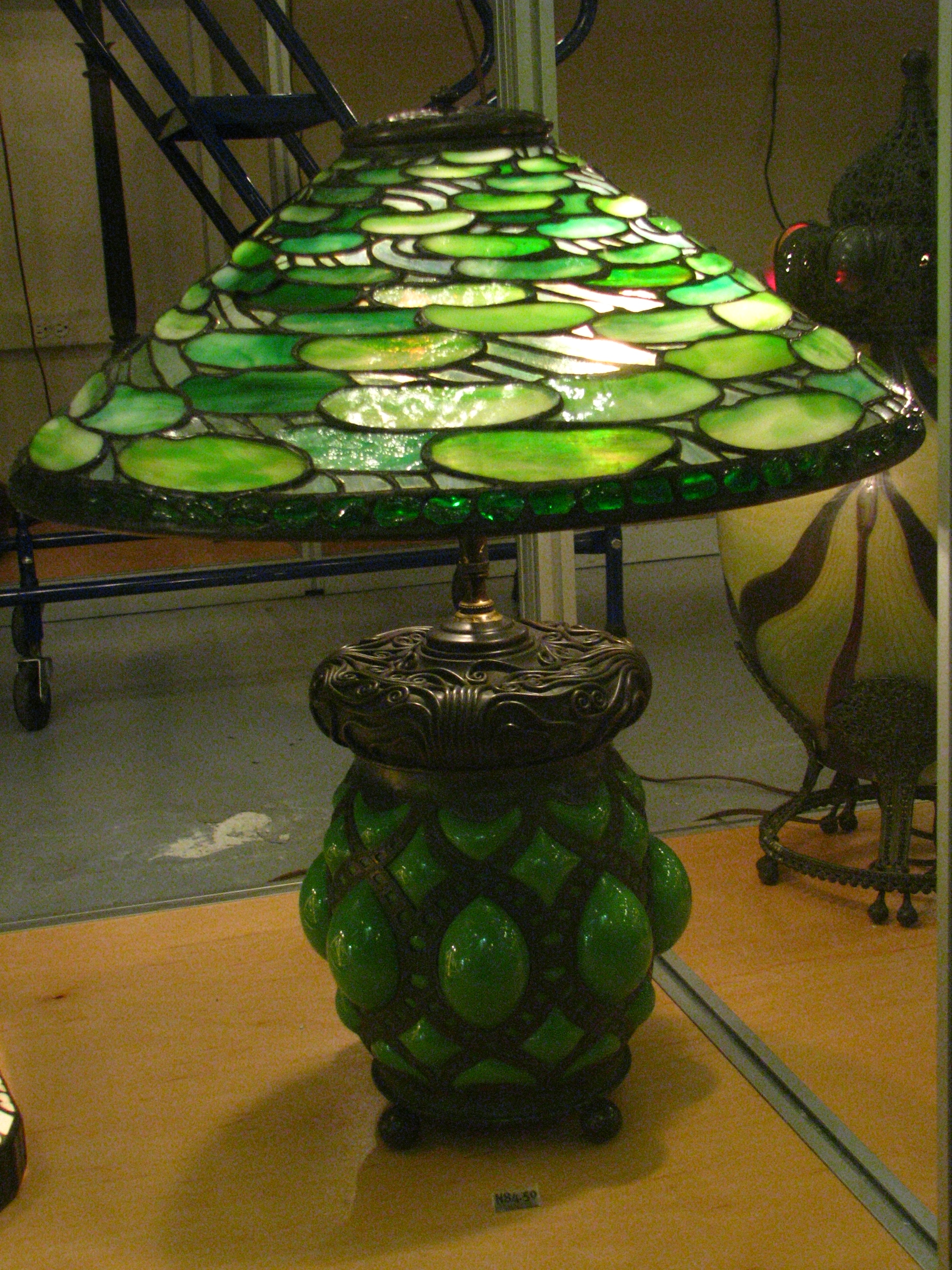
Lampa stołowa, ok. 1900–1906, dar Egona Neustadta
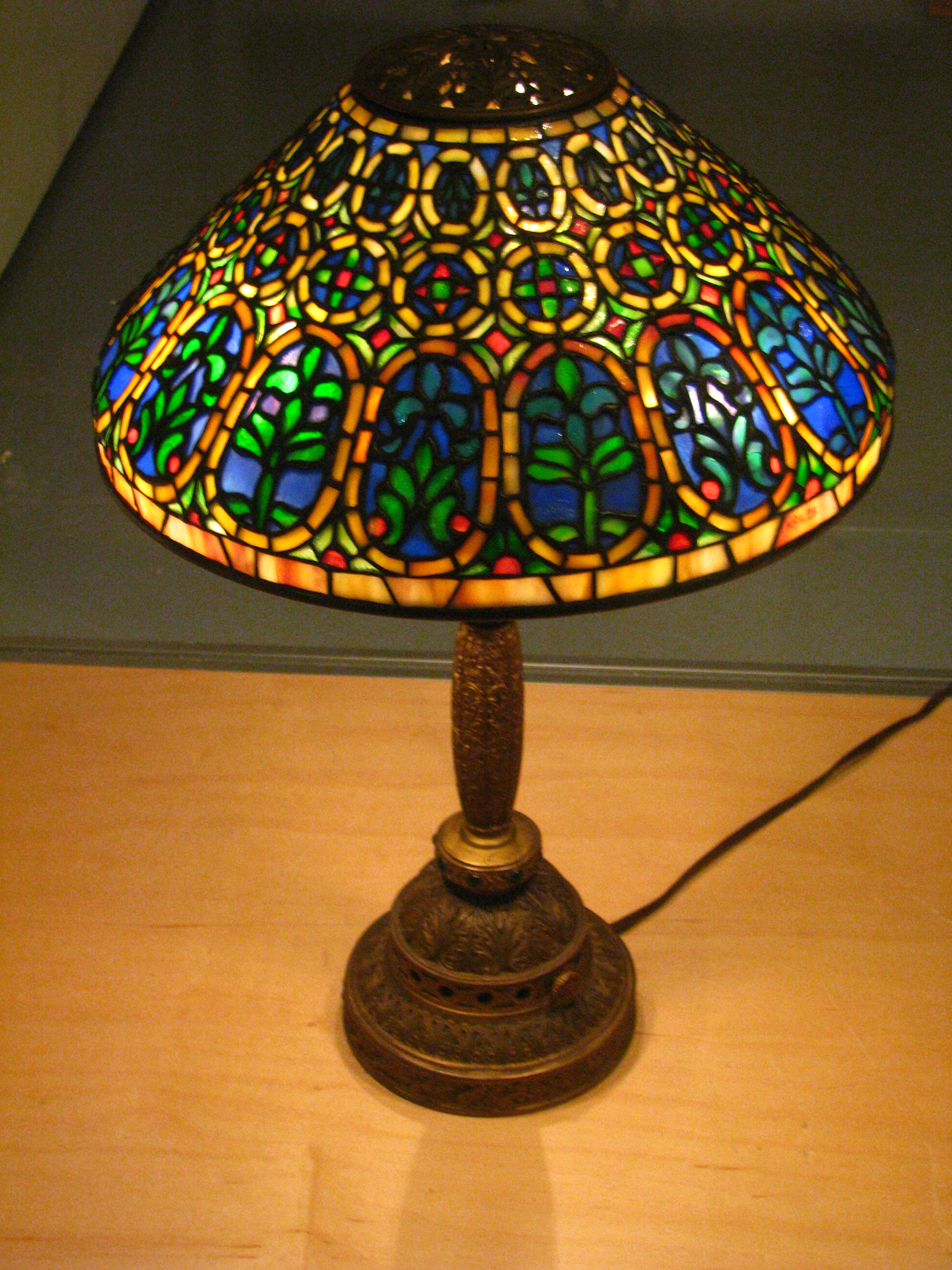
Lampa biurowa „Wenecka”, ok. 1910–1920, wym. 48,9 × 33 cm, pozłacany brąz, szkło, dar Egona Neustadta
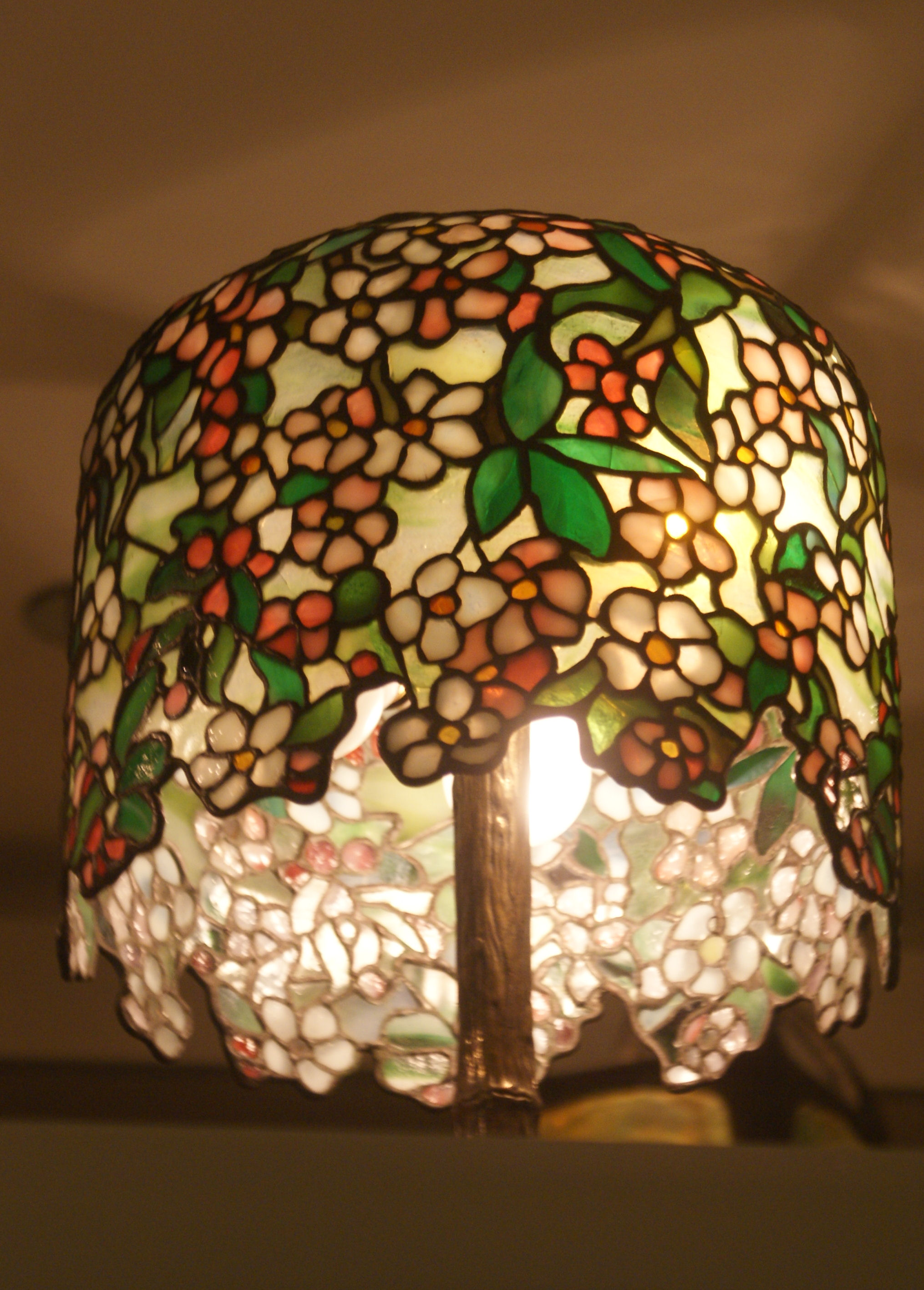
Lampa „Kwitnąca jabłoń”, proj. Clara Driscoll, ok. 1900–1906, wym. 62,2 × 45,7 cm, brąz, szkło, dar Egona Neustadta
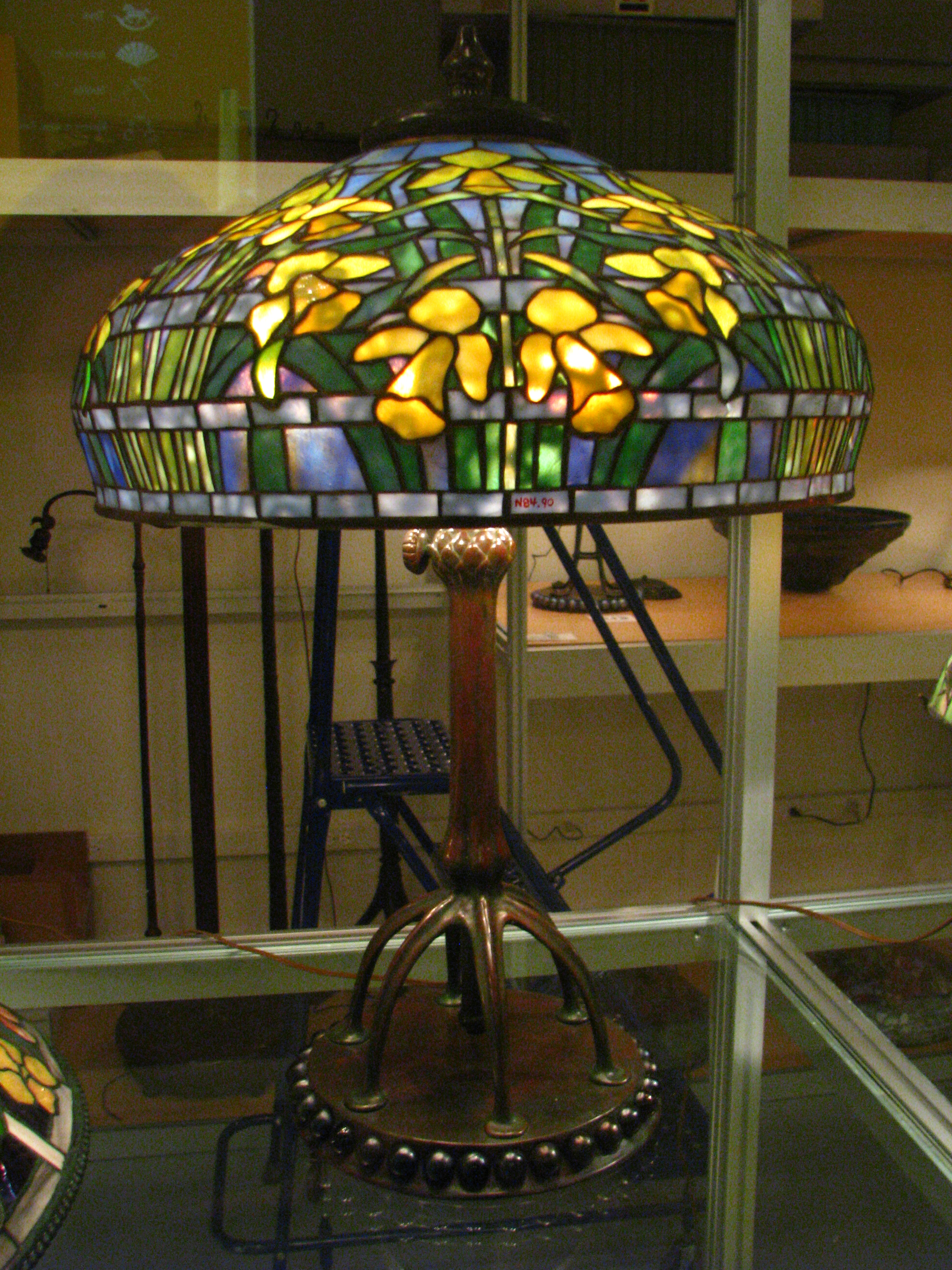
Lampa stołowa „Narcyz”, ok. 1910–1913, wym. 71,1 × 53,3 cm, brąz, szkło, dar Egona Neustadta
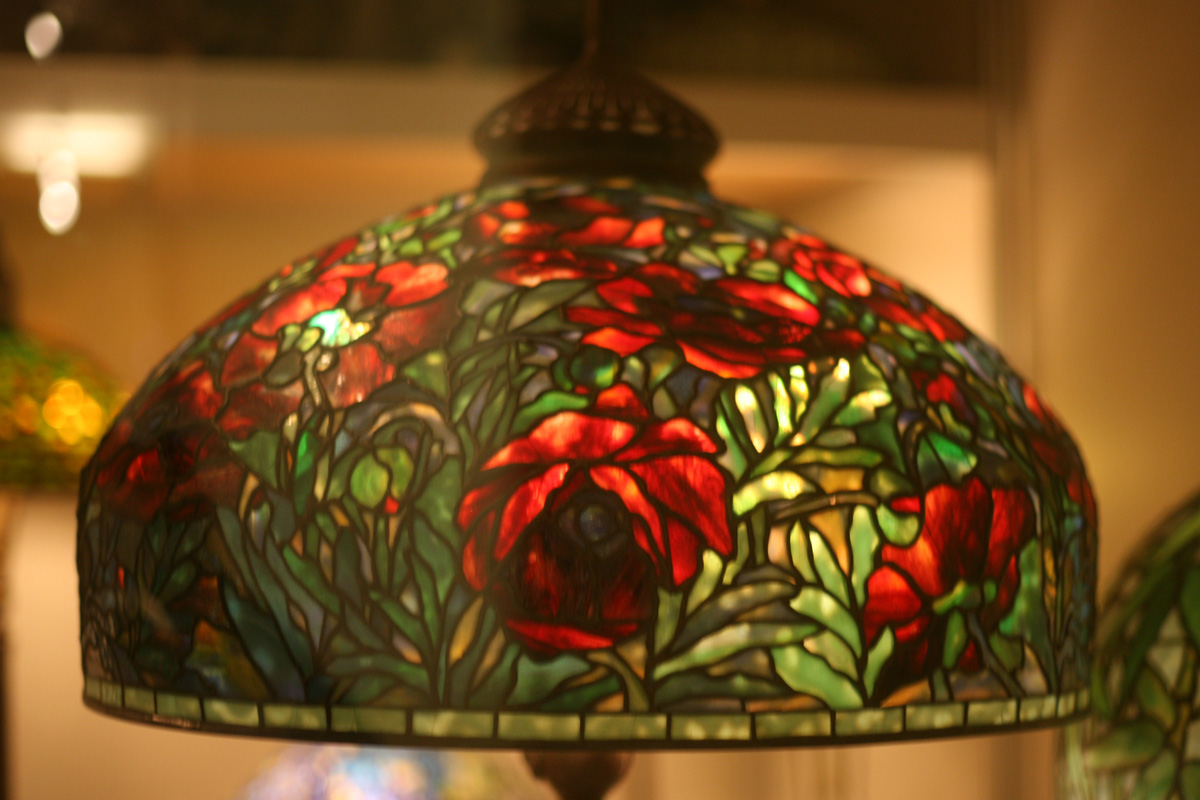
Lampa podłogowa „Czerwony orientalny mak”, wym. 179,1 × 66 cm, brąz, szkło, dar Egona Neustadta

- Lampa biurowa „Wenecka”,
ok. 1910–1920,
wym. 48,9 × 33 cm,
pozłacany brąz, szkło,
dar Egona Neustadta
- Lampa „Kwitnąca jabłoń”,
 proj. Clara Driscoll,
ok. 1900–1906,
wym. 62,2 × 45,7 cm,
brąz, szkło,
dar Egona Neustadta
- Lampa stołowa „Narcyz”,
ok. 1910–1913,
wym. 71,1 × 53,3 cm,
brąz, szkło,
dar Egona Neustadta
- Lampa podłogowa „Czerwony orientalny mak”,
wym. 179,1 × 66 cm,
brąz, szkło,
dar Egona Neustadta

#### Tekstylia
Kolekcja tekstyliów liczy około 2 000 pozycji, począwszy od misternych robótek wykonanych przez uczennice i ozdobnych narzut do drukowanych chustek kampanijnych i patriotycznych transparentów. Wyróżnia się liczący około 400 eksponatów zbiór flag i transparentów, zawierający sztandary używane w każdym większym konflikcie z amerykańskim udziałem, począwszy od wojny o niepodległość do II wojny światowej.

### Artefakty historyczne

#### Pamiątki historyczne

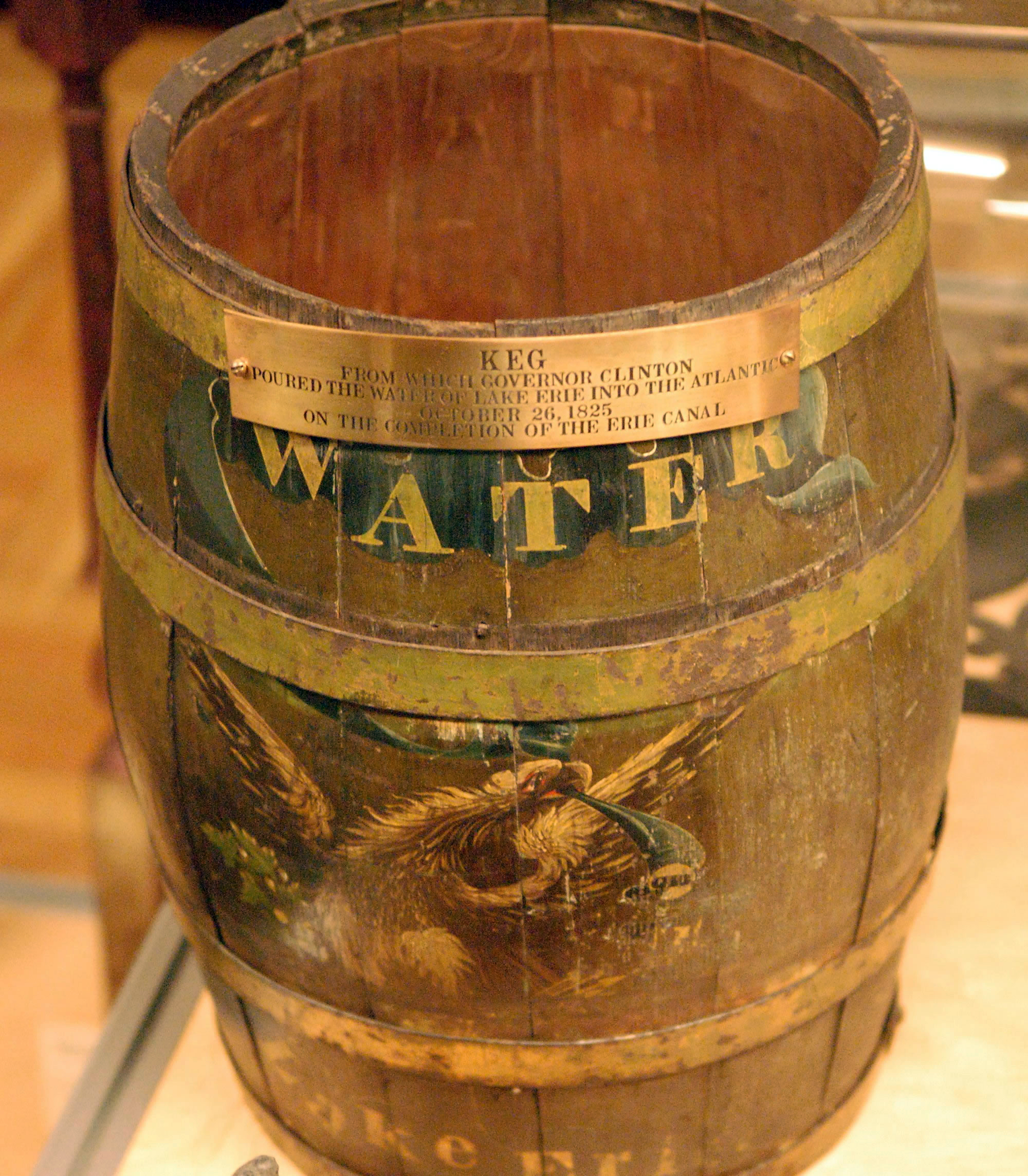
Beczka gubernatora DeWitta Clintona

W kolekcji New-York Historical Society znajduje się ponad 300 artefaktów związanych z kluczowymi momentami w historii Ameryki, takimi jak: fragmenty pozłacanego posągu Jerzego III stojącego w parku Bowling Green, zrzuconego z piedestału przez tłum po publicznym odczytaniu Deklaracji Niepodległości 9 lipca 1776 roku, koło loteryjne używane w czasie wojny secesyjnej do ciągnienia losów, związane z wydarzeniem z 13 lipca 1863 roku i drewniana beczka użyta w 1825 roku przez gubernatora DeWitta Clintona podczas uroczystości otwarcia kanału Erie, łączącego jezioro Erie z Oceanem Atlantyckim.

#### Zabawki i gry
Około 3 000 gier i zabawek, głównie XIX-wiecznych, dokumentuje sposoby spędzania czasu wolnego przez amerykańskie rodziny. Są tu zabawki z drewna, cyny i żeliwa, gry planszowe, lalki i ich meble, użyte do prezentacji życia rodzinnego, arka Noego z kilkuset drewnianymi zwierzętami, cynowy okręt parowy z około 1870 roku oraz rzeźbione i malowane zabawki, zgromadzone przez Elie Nadelmana.

#### Narzędzia domowe i handlowe
Ten dział kolekcji zawiera przedmioty używane w domu i w gospodarstwie, związane z przygotowaniem żywności i utrzymaniem gospodarstwa domowego oraz przedmiotami używanymi w biurach i warsztatach; w tych ostatnich na uwagę zasługują narzędzia stosowane w produkcji, w tym pochodzące z warsztatu stolarza Duncana Phyfe'a i z pracowni szklarskiej Tiffany Studios. Zakres chronologiczny tych zbiorów obejmuje okres od holenderskiej epoki kolonialnej po XX wiek.

#### Przedmioty związane z morzem, wojskowością, strażą pożarną i policją
W obszernym zbiorze dotyczącym historii marynarki wojennej znajdują się modele statków, takich jak pół-model okrętu wojennego pancernik USS Monitor oraz kolekcja artefaktów ze statku parowego pływającego po rzece Hudson. W kolekcji artefaktów związanych z wojskowością są między innymi przedmioty pochodzące z okresu pomiędzy wojną o kolonie amerykańskie w latach 1754–1763 a II wojną światową (w tym mundury i ekwipunek z czasów wojny secesyjnej). W zbiorach przedmiotów związanych strażą pożarną znajdują się kaski, wiadra skórzane, latarnie, trąbki i samochody strażackie, a z policją – kamizelki kuloodporne i środki łączności.

#### Przedmioty związane z transportem
W tym dziale zbiorów znajduje się czternaście pojazdów, od koczu z około 1770 roku poprzez pojazdy wyprodukowane przez firmę Brewster & Co. na Manhattanie, po egzemplarz taksówki firmy Checker Taxi, zakupiony przez muzeum w 2001 roku.

#### Przedmioty związane z 11 września 2001
Po zamachu z 11 września 2001 roku na budynki World Trade Center New-York Historical Society we współpracy z władzami miejskimi oraz organizacjami (federalnymi i non-profit) przeprowadził zbiórkę przedmiotów związanych z tym wydarzeniem, a następnie skatalogował je i zaprezentował publiczności. Wśród zgromadzonych przedmiotów znalazły się fragmenty architektoniczne, elementy wyposażenia biurowców, przedmioty pochodzące od naocznych świadków, przedmioty kultowe oraz te, które były wyrazem wsparcia i współczucia, a także wyroby wykonane przez dzieci.

## Biblioteka Patricia D. Klingenstein Library
10 stycznia 1809 roku New-York Historical Society otrzymało swoją pierwszą darowiznę: 22 książki i 61 kazań, przekazanych przez Francisa Bayarda Winthropa. Od tego czasu biblioteka przekształciła się w intelektualne i materialne centrum Towarzystwa. Gdy York and Sawyer zaprojektowali budynek, przewidzieli w nim również eksponowane miejsce dla biblioteki. Biblioteka imienia Patricii D. Klingenstein jest dziś jedną z najstarszych i najbardziej znaczących w Stanach Zjednoczonych. Posiada w swych zbiorach ponad trzy miliony książek, broszur, map, atlasów, gazet, broszur reklamowych, nut, rękopisów, druki, fotografii i rysunków architektonicznych. Jest też jedną z zaledwie 16 bibliotek w Stanach Zjednoczonych należących do Independent Research Libraries Association (Niezależnego Stowarzyszenia Bibliotek Naukowych). W jej zbiorach są obszerne dokumenty związane z powstaniem i wczesną historią narodu amerykańskiego, jedna z czołowych kolekcji XVIII-wiecznych gazet w Stanach Zjednoczonych, zbiór materiałów dokumentujących czasy niewolnictwa, wojny secesyjnej i rekonstrukcji, poezja i literatura piękna przed roku 1850, materiały dotyczące historii cyrku i amerykańskich podróży począwszy od epoki kolonialnej aż do czasów współczesnych. Biblioteka nadal otrzymuje ważne materiały badawcze związane z edukacją, filantropią, pomocą społeczną oraz historią Nowego Jorku i narodu amerykańskiego, w tym dokumenty Children’s Aid Society (Stowarzyszenia Pomocy Dzieciom), archiwa New York Sun oraz pozycje uzupełniające jej zbiory architektoniczne i fotograficzne.
Biblioteka podjęła kroki mające na celu wejście w epokę cyfrową; przedsięwzięto działania zmierzające do udostępnienia zasobów bibliotecznych szerokiemu gronu odbiorców, zarówno naukowcom jak i społeczeństwu. W roku 2009 z dotacji udzielonej bibliotece przez Kongres jej pracownicy zdigitalizowali ponad 12 000 pozycji z działu dotyczącego niewolnictwa. Wyrazem uznania dla sukcesu tego programu było przyznanie bibliotece 500 000 dolarów dotacji z Robertson Foundation, która zapewniła fundusze na kolejnych pięć lat prac digitalizacyjnych. Ponadto biblioteka podpisała znaczącą umowę handlową, na mocy której New-York Historical Society będzie otrzymywać opłaty licencyjne ze sprzedaży cyfrowych kopii poszczególnych pozycji ze swoich zbiorów.

## Działalność

### Programy publiczne
New-York Historical Society regularnie gości wybitnych historyków, pisarzy i intelektualistów amerykańskich. Szeroka oferta programowa instytucji obejmuje przedstawianie ważnych wydarzeń historycznych oraz problematyki bieżącej, prezentacje wybitnych dzieł sztuki z aktualnych wystaw, dyskusje filmowe i koncerty muzyczne.

### Oferta dla rodzin z dziećmi
Zorganizowane w ramach New-York Historical Society DiMenna Children’s History Museum zajmuje się ukazywaniem historii Nowego Jorku i historii Ameryki dla rodzin z dziećmi. Prezentacje odbywają się za pomocą pawilonów wypełnionych postaciami historycznymi, interaktywnych wystaw i gier cyfrowych.

### Studium Historii Kobiet
Kolejną inicjatywą edukacyjną jest zaplanowane w ramach przebudowy Henry Luce III Center for the Study of American Culture utworzenie Study of Women’s History (Studium Historii Kobiet), które będzie pierwszym tego rodzaju w muzeum w Stanach Zjednoczonych, poświęconym badaniu historii kobiet. Prezentacja jego działalności odbywać się będzie za pomocą wystaw specjalnych, programów publicznych i naukowych, a także immersyjnego pokazu multimedialnego.